# 贝伐珠单抗
貝伐珠單抗以Avastin（中文名稱有癌思停，或安維汀）商品名於市面銷售，是一種單株抗體藥物，用於治療一些類型的癌症和特定的眼部疾病。透過緩慢注射到靜脈（靜脈注射）給藥，用於治療大腸癌、肺癌、卵巢癌、膠質母細胞瘤和腎細胞癌。它是用於治療許多此類疾病的一線藥物。對於老年性黃斑部病變，係透過注射到眼睛（玻璃體腔內注射）進行治療。
於治療癌症時常見的副作用有流鼻血、頭痛、高血壓和皮疹。其他嚴重副作用有腸胃穿孔、出血、過敏反應、血栓和感染風險升高。用於治療眼部疾病時，可能的副作用有視覺障礙和視網膜剝離。貝伐珠單抗是一種單株抗體，具有血管生成抑制劑的作用。它透過抑制血管內皮生長因子 A (VEGF-A) 來減緩血管新生，是一種抗血管內皮生長因子療法 。
貝伐珠單抗於2004年在美國被批准用於醫療用途。它已被列入世界衛生組織基本藥物標準清單之中，用於治療眼部疾病。

## 醫療用途

### 大腸癌
貝伐珠單抗於2004年2月在美國獲得批准，於標準化療時共同治療轉移性大腸癌（作為一線治療）。於2006年6月被核准與以5-氟尿嘧啶為基礎的療法，作為治療轉移性大腸癌的二線療法。
它於2005年1月被歐洲藥品管理局（EMA）批准用於治療大腸癌。
貝伐珠單抗也被研究作為非轉移性結腸癌患者化療藥物的補充。兩項大型隨機研究的數據顯示在預防癌症復發方面未產生益處，且可能會造成傷害。
在歐盟，貝伐珠單抗與基於氟嘧啶的化療合併，可用於治療成人轉移性大腸癌。

### 眼部疾病
許多眼部疾病，如老年性黃斑部病變和糖尿病視網膜病變都會損害視網膜。當視網膜周圍的血管異常生長並滲漏液體，而導致視網膜層剝離時，會導致失明。這種異常生長是由血管內皮生長因子（VEGF）所引起，由於貝伐珠單抗可成功抑制VEGF，而減緩這種生長。
貝伐珠單抗已被眼科醫生以仿單標示外使用，作為玻璃體腔內注射劑，以治療眼部血管增殖性疾病，特別是治療黃斑部病變中的脈絡膜新生血管 (CNV)。將1.25–2.5毫克貝伐珠單抗注射入玻璃體腔內，並沒出現明顯的眼內毒性。許多視網膜專家注意到在CNV、增殖性糖尿病視網膜病變、新生血管性青光眼、糖尿病黃斑水腫、早產兒視網膜病變和於中心視網膜靜脈阻塞而繼發的黃斑水腫方面取得相當顯著的結果。

### 卵巢癌
美國食品藥物管理局（FDA）於2018年核准貝伐珠單抗合併化療用於初次手術後的III期或IV期卵巢癌患者，然後再單獨使用貝伐珠單抗。前述核准是根據一項增加貝伐珠單抗與卡鉑和紫杉醇合併使用的研究結果。患者無惡化存活期可從13個月延長至18個月。
在歐盟，貝伐單抗與卡鉑和紫杉醇聯合適用於晚期上皮性卵巢癌、輸卵管癌或原發性腹膜癌成人患者的一線治療。貝伐珠單抗與卡鉑和吉西他濱聯用，或與卡鉑和紫杉醇聯用，適用於治療鉑類敏感上皮性卵巢癌、輸卵管癌或原發性腹膜癌首次復發，且未接受過貝伐珠單抗，或其他VEGF抑制劑，或VEGF受體標靶藥物治療的成人患者。
FDA於2020年5月擴大奧拉帕利的適應症，加入貝伐珠單抗，作為一線維持治療成人晚期上皮性卵巢癌、輸卵管癌或原發性腹膜癌的藥物。 適用對象為接受一線鉑方案化療後，腫瘤完全緩解或部分緩解的患者，且癌症與同源重組修復缺陷 (homologous recombination deficiency) 陽性相關，由有害或疑似有害的 BRCA突變或基因組不穩定性所定義。

### 子宮頸癌
在歐盟，貝伐珠單抗與紫杉醇和順鉑聯用，或在無法接受鉑類治療的患者中與紫杉醇和托普樂肯聯用，用於治療患有持續性、復發性或轉移性子宮頸癌的成人患者。

### 老年黃斑部病變治療
美國Philip Rosenfeld醫生開發貝伐珠單抗的仿單標示外使用，用於治療老年性黃斑部病變。貝伐珠單抗也同樣被仿單標示外使用，以治療新生血管性黃斑部病變。

## 不良影響
貝伐珠單抗可抑制血管生長，而血管生長是身體正常癒合和維持的一個環節。身體在傷口癒合過程中會生長出新血管，作為受阻塞或動脈粥狀硬化血管周圍的側支循環用途。因貝伐珠單抗會干擾這些正常過程，而引發會導致冠狀動脈疾病或週邊動脈阻塞病情惡化的擔憂。
主要副作用是高血壓和出血風險增加。有因而胃腸穿孔的報告。疲勞和感染也很常見。
在晚期肺癌患者中，接受貝伐珠單抗治療的患者中有鼻中隔穿孔和腎血栓性微血管病變的報告。
羅氏公司於2013年宣布該藥物與1997年至2012年期間發生的52例壞死性筋膜炎有關，其中17名患者死亡。約2/3的病例涉及大腸癌患者、胃腸道穿孔或瘻管患者。
於神經系統的不良事件包括可逆性後部腦病變症候群。缺血性和出血性中風也有可能。
大約有20%接受治療者會出現尿蛋白情況，但不需永久停藥。而有腎病症候群的患者則須永久停止用藥。

## 作用機轉
貝伐珠單抗是一種重組人源化單株抗體，透過抑制血管內皮生長因子 A (VEGF-A) 來阻斷血管生成。VEGF-A 是一種生長因子蛋白，可刺激多種疾病（尤其是癌症）的血管生成。貝伐珠單抗與VEGF-A結合，應在細胞外發揮作用，但在某些情況下（子宮頸癌和乳癌），它會經組成性包吞作用被細胞吸收。注射進入眼部玻璃體腔內後，也被視網膜感光細胞吸收。

## 化學
貝伐珠單抗最初源自小鼠單株抗體，通過注射重組人血管内皮生長因子165個殘基形式來刺激小鼠免疫系統產生的抗體。為讓藥物更適合人體使用，科學家進行以下改造：保留關鍵片段、取代其他部分及進行額外修飾。然後將最終獲得的質粒 (攜帶外源基因的DNA片段) 轉染到CHO細胞中，再將這些細胞在大型發酵系統中培養，大量生產貝伐珠單抗。。:4

## 歷史
貝伐珠單抗是一種重組的人源化單株抗體，於2004年成為第一個臨床使用的血管生成抑制劑。其開發是根據於基因泰克工作的科學家納波萊奧內·費拉拉所發現的人類血管內皮生長因子 (VEGF）。後來證明針對VEGF的抗體可抑制小鼠體內腫瘤生長，而為美國醫學專家猶大·福克曼在1971年提出的假設提供驗證，即停止血管生成可能有助於控制癌症生長。

### 批准
此藥物於2004年在美國首次獲得批准，與標準化療聯合用於治療轉移性結腸癌。
FDA於2008年給予臨時核准，讓貝伐珠單抗用於治療轉移性乳癌，尚待進一步研究的結果。 FDA的顧問小組建議不予批准。迄2010年7月，在新研究未能顯示出顯著益處後，FDA顧問小組建議停止用於晚期乳癌的適應症。 基因泰克為此要求舉行聽證會，並於2011年6月舉行。FDA於2011年11月裁定撤回乳癌適應症。 基因泰克需FDA批准才能銷售該適應症的藥物。醫生有時可能會為此開立處方，但保險公司不太可能覆蓋此種費用。
該藥物在其他國家（包括澳大利亞）仍被批准用於乳癌治療。使用此藥物的費用曾受英國國民保健署癌症藥物基金的覆蓋，但在2015年1月受到剔除的提議。截至2023年3月，貝伐珠單抗仍保留於基金覆蓋費用的清單中。

## 社會與文化

### 用於治療眼部黃斑部病變
英國和其他歐洲國家於2015年就選擇貝伐珠單抗或蘭尼單抗（商品名Lucentis）以治療濕性黃斑部病變而展開激烈爭論。而諾華和羅氏公司（各擁有Avastin（貝伐珠單抗的商品名）的營銷權和所有權）尚未進行臨床試驗以取得用於治療濕性黃斑部病變的批准，它們也無意如此做。此外，兩家公司都透過遊說反對將Avastin在醫療指南中將其作為一線治療藥物，當政府資助的研究報告將Avastin與Lucentis進行比較時，兩家公司則發表文章，強調使用Avastin治療濕性黃斑部病變所具有的風險。
歐洲藥品管理局人用藥品委員會（CHMP）於2024年3月採納正面意見，建議授予治療新生血管（濕性）年齡相關黃斑部病變（nAMD）的藥物（商品名Lytenava，含活性貝伐珠單抗成分）的上市許可。藥物申請者是總部設於美國紐澤西州的Outlook Therapeutics Limited。

### 核准治療乳癌
歐盟執行委員會於2007年3月批准貝伐珠單抗合併紫杉醇用於轉移性乳癌的一線治療。
FDA於2008年核准使用貝伐珠單抗治療乳癌。一個外部顧問小組於投票時以5比4反對，但此建議遭到否決。臨床試驗確實顯示貝伐珠單抗可減少腫瘤體積，並延長患者無惡化存活時間。FDA基於此而否決顧問小組的建議。FDA的決定受到患者權益團體和一些腫瘤學家的讚揚。而有其他腫瘤學家則認為批准無法延長或提高患者生活品質的晚期癌症療法，將導致藥廠在開發新的晚期癌症療法時會將此類重要基準忽略。

### 仿冒品
羅氏及其美國子公司基因泰克於2012年2月宣布已有仿冒的Avastin在美國銷售。調查仍在進行中，但因外包裝有差異，醫療服務提供者可輕易分辨。羅氏表示這些仿冒品中化學物質的含量並不一致，因此無法確定其是否達到有害濃度。仿冒品的源頭已追溯到埃及，然後經歐洲而進入美國合法供應鏈。

### 生物相似藥
PlantForm和PharmaPraxis兩家製藥公司於2014年7月宣布計劃與弗劳恩霍夫協會的分子生物學中心合作，把透過菸草表達系統製造的貝伐珠單抗生物相似藥用商業化方式生產。

FDA於2017年9月核准安進製造的生物相似藥（通用名bevacizumab-awwb，商品名Mvasi）用於六種癌症適應症。
2018年1月 - Mvasi獲准在歐盟作醫療用途。
2019年2月 - Zirabev被批准在歐盟作醫療用途。Zirabev於2019年6月在美國獲准用於醫療用途，並於2019年11月在澳大利亞獲准用於醫療用途。
2020年6月 - Mvasi在澳大利亞核准用於醫療用途。
2020年8月 - Aybintio被批准在歐盟作醫療用途。
2020年9月 - Equidacent獲准在歐盟使用。
歐洲藥品管理局人用藥品委員會採納積極意見，於2021年1月建議授予Alymsys上市許可，用於治療大腸癌、乳癌、非小細胞肺癌、腎細胞癌、上皮性卵巢癌、輸卵管癌或原發性腹膜癌以及子宮頸癌。Alymsys於2021年3月獲得歐盟核准用於醫療用途。
2021年1月 - Onbevzi在歐盟獲准用於醫療用途。
2019年6月和2021年6月 - Zirabev在加拿大獲准用於醫療用途。
Oyavas於2021年3月在歐盟獲准用於醫療用途。
Abevmy於2021年4月在歐盟獲准用於醫療用途，並於2021年9月在澳大利亞獲准。
2021年9月 - Bambevi在加拿大獲准用於醫療用途。
Bevacip和Bevaciptin於2021年11月在澳大利亞獲准用於醫療用途。
2021年11月 - Abevmy和Aybintio在加拿大核准用於醫療用途。
2022年4月 - Alymsys（bevacizumab-maly）在美國獲准用於醫療用途。
2022年8月 - Vegzelma在歐盟獲准用於醫療用途。
2022年9月 - Vegzelma（bevacizumab-adcd）在美國獲准用於醫療用途。
2023年6月 - 藥廠Enzene Biosciences在印度推出貝伐珠單抗生物相似藥。
Avzivi（Bevacizumab-tnjn）於2023年12月在美國獲准用於醫療用途。

## 研究
於2009年4月發佈的一項研究報告，提出貝伐珠單抗不能有效預防非轉移性結腸癌術後復發。
貝伐珠單抗已在治療卵巢癌中進行測試，顯示其無惡化存活期有所改善，但整體存活期並未改善。而在膠質母細胞瘤的測試，並未能提高整體存活率。
貝伐珠單抗已被研究作為一種可能的胰臟癌治療藥物，補充化療之用，但研究顯示存活率並未改善。
該藥物也作為既定化療和手術的補充，用於治療兒童骨肉瘤和其他肉瘤，例如平滑肌肉瘤。
貝伐珠單抗已被研究用於治療前庭神經鞘瘤。

## 延伸閱讀
- Berenson A. . The New York Times. 15 February 2006  [2024-04-10]. （原始内容存档于2015-11-18）.
- Sachdev JC, Jahanzeb M. . Clinical Breast Cancer. October 2008, 8 (5): 402–10. PMID 18952553. doi:10.3816/CBC.2008.n.048.

## 外部連結
- . NCI Drug Dictionary.   [2024-04-10]. （原始内容存档于2020-05-22）.